# Тихомиров, Алексей Юрьевич
Алексе́й Ю́рьевич Тихоми́ров (24 апреля 1970, Ленинград, РСФСР, СССР) — советский и российский футболист, полузащитник, тренер.

## Карьера
Воспитанник ленинградской спортшколы «Смена». Несколько лет играл в дубле ленинградского «Зенита». За первую команду сыграл второй тайм в матче 1/16 Кубка СССР 1989/1990 против «Крыльев Советов» и 6 игр на Кубок Федерации. В первенствах Союза выступал за другую ленинградскую команду «Динамо».
В чемпионатах России играл в командах первого и второго дивизионов. Некоторое время полузащитник выступал за рубежом в китайском «Баоканге» и казахстанском «Елимае». Завершал карьеру в любительских лигах.
Закончив карьеру, несколько лет работал в системе петербургского «Зенита». За это время он получил тренерскую лицензию. На стажировке специалист ездил в итальянский «Милан» и английский «Челси».
В апреле 2014 года возглавил клуб эстонской Мейстрилиги «Локомотив» (Йыхви), а в июне по обоюдному согласию расторг контракт. Однако в августе вернулся в клуб, который возглавлял до конца сезона. В феврале 2015 года возглавил другой эстонский футбольный клуб «Ярве» из города Кохтла-Ярве.
После эстонских клубов вернулся в Академию ФК «Зенит», где работает старшим тренером.

## Достижения
- Бронзовый призёр чемпионата Казахстана: 1996.